# Меруцин (Моґіленський повіт)
Меруцин (пол. Mierucin) — село в Польщі, у гміні Домброва Моґіленського повіту Куявсько-Поморського воєводства.
Населення — 288 осіб (2011).
У 1975-1998 роках село належало до Бидгощського воєводства.

## Демографія
Демографічна структура станом на 31 березня 2011 року:
|          | Загалом | Допрацездатний вік | Працездатний вік | Постпрацездатний вік |
| -------- | ------- | ------------------ | ---------------- | -------------------- |
| Чоловіки | 144     | 44                 | 87               | 13                   |
| Жінки    | 144     | 32                 | 78               | 34                   |
| Разом    | 288     | 76                 | 165              | 47                   |